# Zeuxis y Parrasio

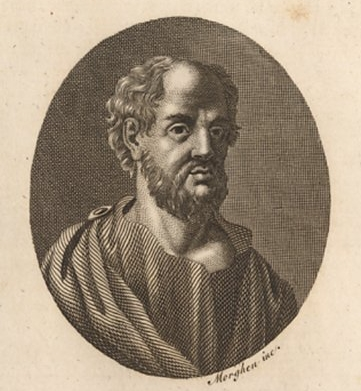
Zeuxis

Zeuxis (de Heraclea) y Parrasio (de Éfeso y posteriormente Atenas) fueron pintores que florecieron durante el siglo V a. C. Están mencionados cuatrocientos años más tarde en la Naturalis Historia, Libro 35, 65 de Plinio el Viejo según la cual celebraron un concurso para determinar quién de los dos era el artista más grande. Cuando Zeuxis desveló su pintura de uvas, aparecían tan exquisitas y tentadoras que los pájaros bajaron volando del cielo e intentaron picotearlas. Zeuxis le pidió entonces a Parrasio que corriera la cortina de su pintura, tan sólo para que entonces Parrasio revelara que la cortina en sí era una pintura, y Zeuxis se vio obligado a conceder la victoria a su oponente. Se rumoreaba que Zeuxis había dicho: «Yo he engañado a los pájaros, pero Parrasio me ha engañado a mí». En otras palabras, mientras que su obra había conseguido engañar los ojos de los pájaros, la obra de Parrasio había engañado los ojos de un artista.
En un seminario celebrado en el año 1964, el psicoanalista y teórico Jacques Lacan observó que el mito de los dos pintores revela un interesante aspecto del conocimiento humano. Mientras que los animales se sienten atraídos por las apariencias superficiales, los humanos son seducidos por la idea de lo que está oculto.